# Up to No Good
Up to No Good — третий студийный альбом американского рок-музыканта Питера Вулфа (вокалист рок-группы The J. Geils Band) изданный в 1990 году на лейбле MCA Records.
Продюсерами альбома выступили Вулф, Роберт Уайт Джонсон и Тейлор Роудс. «Never Let It Go» посвящена автокатастрофе, в которой погибла школьная подруга Вулфа.
Пластинка получила смешанные отзывы музыкальных критиков.

## Отзывы
| Оценки критиков                     | Оценки критиков |
| Источник                            | Оценка          |
| ----------------------------------- | --------------- |
| Calgary Herald                      | C−              |
| Robert Christgau                    | [ 6 ]           |
| Los Angeles Times                   | [ 2 ]           |
| Ottawa Citizen                      | [ 7 ]           |
| (The New) Rolling Stone Album Guide | [ 8 ]           |

Газета Calgary Herald не заметила «юношеской привлекательности, которую Вулф обрёл незадолго до того, как он и его приятели из J. Geils Band разошлись по своим дорогам». Toronto Star написала, что «это очаровательная пластинка, живой и знающий фолиант, который находит свою почву где-то между детройтской и филадельфийской школами соула, но при этом твёрдо стоит на ногах более жёсткого рока».
Газета Ottawa Citizen назвала некоторые из песен «классическим первобытным фанком с совестью». The Globe and Mail' отвергла альбом как «ещё одну попытку капитализировать привлекательное, но несколько ограниченное рокабуги-звучание, которое Гайлс и компания доили на протяжении семидесятых».

## Список композиций
Все песни написаны Peter Wolf, Taylor Rhodes и Robert White Johnson, кроме указанных.
1. «99 Worlds» — 3:35
2. «Go Wild» — 3:43
3. «When Women Are Lonely» — 3:45
4. «Drive All Night» (Wolf, Desmond Child) — 3:42
5. «Up to No Good» — 4:33
6. «Lost in Babylon» — 3:57
7. «Arrows and Chains» — 3:25
8. «Daydream Getaway» (Janna Allen, Wolf) — 3:44
9. «Shades of Red — Shades of Blue» — 4:07
10. «River Runs Dry» — 5:01
11. «Never Let It Go» (Wolf, Will Jennings) — 3:57

## Чарты
| Год  | Чарт              | Высшая позиция |
| ---- | ----------------- | -------------- |
| 1990 | США Billboard 200 | 111            |